# James Kelman
Pour les articles homonymes, voir Kelman.
Œuvres principales
A Disaffection
James Kelman est un écrivain écossais né à Glasgow le 9 juin 1946 .

## Biographie
Au début des années 1970, il fonde avec l'écrivain et peintre Alasdair Gray et le poète Tom Leonard le mouvement littéraire de l’École de Glasgow.
Il obtient le prix Booker en 1994 pour How late it was, how late (littéralement : Il était tard, si tard) et le Prix James Tait Black Memorial en pour A Disaffection (Le Mécontentement).

## Œuvres traduites en français
- Le Poinçonneur Hines [« The Busconductor Hines »], trad. de Céline Schwaller, Paris, Éditions Métailié, coll. « Bibliothèque écossaise », 1999, 270 p.  (ISBN 2-86424-322-9)[2]
- Le Mécontentement [« A Disaffection »], trad. de Céline Schwaller, Paris, Éditions Métailié, coll. « Bibliothèque écossaise », 2002, 388 p.  (ISBN 2-86424-409-8)[3],[4]
- Prudence au pays de la liberté [« You have to be careful in the land of the free »], trad. de Céline Schwaller, Paris, Éditions Métailié, coll. « Bibliothèque écossaise », 2006, 405 p.  (ISBN 2-86424-585-X)[5]
- Si tard, il était si tard [« How late it was, how late »], trad. de Céline Schwaller, Paris, Éditions Métailié, coll. « Bibliothèque écossaise », 2015, 400 p.  (ISBN 979-10-226-0157-3)
- La Route de Lafayette [« Dirt Road »], trad. de Céline Schwaller, Paris, Éditions Métailié, coll. « Bibliothèque écossaise », 2019, 368 p.  (ISBN 979-10-226-0845-9)